# Santa Monica (Texas)
Pour les articles homonymes, voir Santa Monica (homonymie).
Santa Monica est une census-designated place située dans le comté de Willacy, dans l’État du Texas, aux États-Unis. Sa population s’élevait à 83 habitants lors du recensement de 2010.